# O Berço dos Super-Humanos
O Berço dos Super-Humanos (no original em inglês, Cradle) é um livro escrito por Arthur C. Clarke e Gentry Lee, publicado em 1988.
Narra a história de três aventureiros em busca de um míssil secreto desaparecido encontram uma gruta submarina vigiada por baleias que parecem drogadas. Inicia-se assim uma aventura que o conduzirá pelos mistérios de um planeta com dois sóis, três luas, fantásticas criações e uma assombrosa revelação sobre o destino reservado para a humanidade.